# Meringopus nursei
Meringopus nursei är en stekelart som först beskrevs av Cameron 1906.  Meringopus nursei ingår i släktet Meringopus och familjen brokparasitsteklar. Inga underarter finns listade i Catalogue of Life.